# Fernando Lamas
Fernando Alvaro Lamas y de Santos (* 9. Januar 1916 in Buenos Aires; † 9. Oktober 1982 in Los Angeles) war ein argentinischer Schauspieler und Regisseur.

## Schauspielkarriere
Seit 1942 trat Lamas in seinem Heimatland Argentinien in Filmen auf und wurde zu einem der kassenträchtigsten Filmstars seines Landes. 1950 drehte er seinen ersten US-amerikanischen Film Das Schwert der Rache für Republic Pictures, die Dreharbeiten fanden – damals für eine Hollywood-Produktion ungewöhnlich – in Argentinien statt. Im September dieses Jahres unterzeichnete er bei der Filmproduktionsgesellschaft Metro-Goldwyn-Mayer und verkörperte in den folgenden Jahren oft das Rollenfach des „Latin Lover“, des südländischen Liebhabers der Hauptdarstellerin. Beispielsweise verkörperte er den Graf Danilo in der Operettenverfilmung Die lustige Witwe (1952) an der Seite von Lana Turner. Ebenso war er Hauptdarsteller von Abenteuerfilmen wie Der blaue Stein des Maharadscha (1953) und Der Schatz der Jivaro (1954).
Mitte der 1950er-Jahre ließen die Filmangebote des Schauspielers zunehmend nach, wonach er bevorzugt für das Fernsehen arbeitete. So war er in den 1960er- und 1970er-Jahren als Gaststar in vielen Fernsehserien zu sehen. Gelegentlich trat er aber später noch in Filmen auf, wie der H.-G.-Wells-Verfilmung Versunkene Welt (1960) oder in dem Western 100 Gewehre (1969) an der Seite von Burt Reynolds. Ebenfalls arbeitete Lamas von den frühen 1960er-Jahren bis in sein Todesjahr als Regisseur, in zwei Fällen bei Kinofilmen, aber häufiger von Fernsehepisoden. 

## Privatleben
Lamas war vier Mal verheiratet: mit der argentinischen Schauspielerin Perla Mux (1940–1944, eine Tochter), mit Lydia Barachi (1946–1952, eine Tochter), der Schauspielerin Arlene Dahl (1954–1960, ein Sohn, Lorenzo Lamas, der als Serienschauspieler bekannt wurde) und mit der Schwimmerin und Schauspielerin Esther Williams (1969–1982). 

## Filmografie (Auswahl)
- 1942: En el último piso
- 1950: Das Schwert der Rache (The Avengers)
- 1951: Hübsch, jung und verliebt (Rich, Young and Pretty)
- 1951: Der Gauner und die Lady (The Law and the Lady)
- 1952: Die lustige Witwe (The Merry Widow)
- 1953: Ein verwöhntes Biest (The Girl Who Had Everything)
- 1953: Die Wasserprinzessin (Dangerous When Wet)
- 1953: Der blaue Stein des Maharadscha (The Diamond Queen)
- 1954: Der Schatz der Jivaro (Jivaro)
- 1954: Rose Marie
- 1959–1960: Abenteuer im wilden Westen (Zane Grey Theater, Fernsehserie, 2 Folgen)
- 1960: Versunkene Welt (The Lost World)
- 1962: Einer gegen Sieben (Duel of Fire)
- 1963: La fuente mágica (Regie)
- 1964/1965: Amos Burke (Burke’s Law, Fernsehserie, 2 Folgen)
- 1965: Die Leute von der Shiloh Ranch (The Virginian, Fernsehserie, Folge 3x30)
- 1967: Tal der Geheimnisse (Valley of Mystery, Fernsehfilm)
- 1967: Nitro (Kill a Dragon)
- 1967: The Violent Ones (Regie)
- 1967: High Chaparral (The High Chaparral, Fernsehserie, Folge 1x16)
- 1968: Tarzan (Fernsehserie, Folge 2x21)
- 1968–1970: Ihr Auftritt, Al Mundy (It Takes a Thief, Fernsehserie, 3 Folgen)
- 1968/1970: Kobra, übernehmen Sie (Mission: Impossible, Fernsehserie, 2 Folgen)
- 1969: 100 Gewehre (100 Rifles)
- 1970: The Name of the Game (Fernsehserie, Folge 2x22)
- 1970/1973: Twen-Police (The Mod Squad, Fernsehserie, 2 Folgen)
- 1971: Dan Oakland (Dan August, Fernsehserie, Folge 1x18)
- 1971: Alias Smith und Jones (Alias Smith and Jones, Fernsehserie, Folge 1x07)
- 1971: Ohne Furcht und Sattel (Bearcats!, Fernsehserie, Folge 1x00)
- 1974: Ein Sheriff in New York (McCloud, Fernsehserie, Folge 5x02)
- 1976: Die Zwei mit dem Dreh (Switch, Fernsehserie, Folge 1x23)
- 1976: Won Ton Ton – der Hund, der Hollywood rettete (Won Ton Ton, the Dog Who Saved Hollywood)
- 1977: Quincy (Quincy, M.E., Fernsehserie, Folge 1x04)
- 1977: Drei Engel für Charlie (Charlie’s Angels, Fernsehserie, Folge 1x13)
- 1977: Make-up und Pistolen (Police Woman, Fernsehserie, Folge 4x04)
- 1978: Love Boat (The Love Boat, Fernsehserie, 2 Folgen)
- 1978: Der Schmalspurschnüffler (The Cheap Detective)
- 1980: Die Traumfabrik (The Dream Merchants, Miniserie, 2 Folgen)